# کوه سامسون
کوه سامسون (به انگلیسی: Samson Peak) یک کوه در کانادا است که در آلبرتا واقع شده‌است. کوه سامسون ۳٬۰۸۱ متر بالاتر از سطح دریا واقع شده‌است.